# Whitestone (Ontario)
Whitestone to gmina (ang. township) w Kanadzie, w prowincji Ontario, w dystrykcie Parry Sound.
Powierzchnia Whitestone to 946,62 km².
Według danych spisu powszechnego z roku 2001 Whitestone liczy 853 mieszkańców (0,90 os./km²).

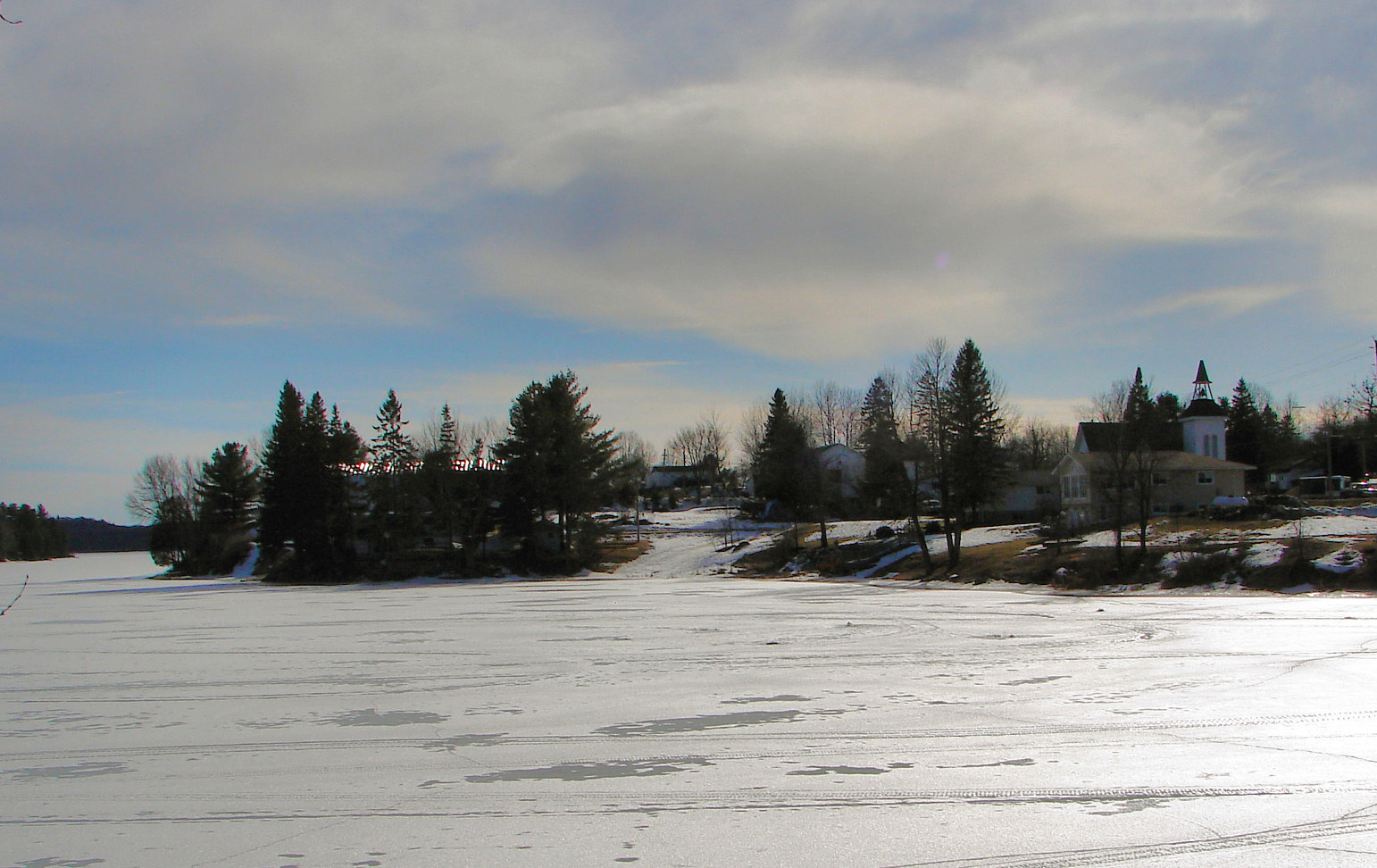
Dunchurch